# あいやーぼーる
あいやーぼーるは、日本の漫画家。藍屋球（あいやきゅう）名義でも執筆している。かつて、荒川弘のアシスタントを務めていた。

## 作品リスト

### 漫画作品
- ドラゴンクエストVIII 空と海と大地と呪われし姫君 4コマ漫画（『月刊少年ガンガン』掲載） - 名義不明。

AIYAH-BALL名義
- コード・エイジアーカイヴズ 〜最後におちてきた少女〜（製作：WARHEAD、『月刊少年ガンガン』2005年3月号 - 2006年3月号、全3巻）

あいやーぼーる名義
- ライブオンカードライバー翔（原作：吉川兆二、『月刊コミックブンブン』2007年10月号 - 2009年10月号、全6巻）

藍屋球名義
- アンティマギア（『月刊コミックジーン』2011年7月号（創刊号） - 2012年4月号、全2巻）
- モフ男子（『月刊コミックジーン』読切シリーズ掲載2012年8月号 - 2013年6月号、全1巻）
- ペルソナ4 ジ・アルティメット イン マヨナカアリーナ（原作：ATLUS、『電撃マオウ』2013年1月号 - 2014年3月号、全3巻）
- 盾の勇者の成り上がり（原作：アネコユサギ、キャラクター原案：弥南せいら、『コミックフラッパー』2014年3月号 - 連載中、既刊28巻）※ 2025年7月現在

### イラスト
- ポケットポプラディア 学習パズル50 日本の歴史（ポプラ社）
- ポケットポプラディア 学習パズル50 3・4年生の漢字（ポプラ社）